# Deutsche Solidarität – Union für Umwelt und Lebensschutz
Die Deutsche Solidarität – Union für Umwelt und Lebensschutz war eine rechtskonservative politische Kleinstpartei in der Bundesrepublik Deutschland. Die Partei galt als klassische Ein-Mann-Partei ihres Gründers Horst Göttig (1916–1996).
Die Partei wurde 1978 unter dem Namen Vierte Partei Deutschlands – Union für Umwelt und Lebensschutz (VPD) vom Göttinger Arzt Horst Göttig gegründet, als der von ihm angeführte niedersächsische Landesverband der Aktionsgemeinschaft Vierte Partei aus dieser austrat. Man trat als VPD zur Landtagswahl in Niedersachsen 1978 an, konnte aber mit 472 Stimmen nur 0,01 % erreichen. Im Jahr 1980 wurde der Name zu Union für Umwelt und Lebensschutz gekürzt.
Im Jahr 1986 wurde der Name erneut geändert: Als Deutsche Solidarität – Union für Umwelt und Lebensschutz trat die Gruppierung zunächst zur Landtagswahl in Niedersachsen 1986 an und im Jahr darauf auch zur Bundestagswahl, kam aber nicht über minimale Stimmanteile hinaus. 1989 folgte dem Namen das Kürzel „Öko-Union“. Die Partei kandidierte als Deutsche Solidarität – Union für Umwelt und Lebensschutz (Öko-Union) sowohl zur Europawahl 1989 als auch zur Bundestagswahl 1990 und zur Landtagswahl in Niedersachsen 1990, blieb aber bedeutungslos.
Danach folgten keine Teilnahmen mehr an landesweiten Wahlen. Ihr Gründer Horst Göttig engagierte sich weiterhin für die Freie Wählergemeinschaft im Göttinger Stadtrat. Kurz nach Göttigs Tod Ende 1996 löste die Partei sich auf.

## Belege
- Frank Decker, Viola Neu (Hrsg.): Handbuch der deutschen Parteien. 1. Auflage. VS Verlag für Sozialwissenschaften, Wiesbaden 2007, ISBN 978-3-531-15189-2, S. 243.